# Julio Lara
Julio César Lara Gilene (Montevideo, 23 de julio de 1953), político uruguayo perteneciente al Partido Nacional.

## Biografía
Inicia su vida política en el seno del Movimiento Por la Patria. Integrante de la Convención Nacional y Departamental. Integrante de la Secretaría de Asuntos Sociales del Movimiento Por la Patria. Mientras trabajaba en El vivero Dr Alejandro Gallinal -TOLEDO-CANELONES (M.G.A.P). 
Fue asesor del Directorio de UTE entre 1991 y 1995. 
En las elecciones de 1994 acompaña la candidatura de Alberto Volonté en el movimiento Propuesta Nacional de Álvaro Ramos, y fue elegido Representante Nacional por el departamento de Canelones. -- Presidente de la Comisión de Legislación del Trabajo de la Cámara de Representantes (CRR). Miembro de la Comisión de Ganadería, Agricultura y Pesca de la CRR. 
Miembro del Honorable Directorio del Partido Nacional (1995-2000). 
Es reelecto al cargo de Representante Nacional en el año 1999, por el Herrerismo, Lista 71. Integrante de la Comisión de Asuntos Laborales y Previsionales del Parlamento Latinoamericano. Coordinador de la Subcomisión de políticas dirigidas a grupos socialmente vulnerables del Parlamento Latinoamericano. 
En el año 2004 acompaña la candidatura de Jorge Larrañaga y es electo Senador de la República por el Partido Nacional, desempeñando su cargo hasta febrero de 2010. Presidente de la Comisión de Etnias y Asuntos Indígenas del Parlamento Latinoamericano. Presidente de la Comisión de Asuntos Administrativos del Senado. Presidente de la Comisión Especial de Deporte. Integrante de las Comisiones: Ciencia y Tecnología del Senado.
Senador Suplente por Sublema Alianza Nacional (ocupando la banca en varias ocasiones) 2010-2015
En 2019 apoya al candidato nacionalista Luis Alberto Lacalle Pou con una lista al Senado.
Actualmente se desempeña en el cargo de Prosecretario de la Comisión Administrativa del Poder Legislativo.